# Трисилицид динеодима
Трисилицид динеодима — бинарное неорганическое соединение
неодима и кремния
с формулой Nd2Si3,
кристаллы.

## Получение
- Сплавление стехиометрических количеств чистых веществ:

{\displaystyle {\mathsf {2Nd+3Si\ {\xrightarrow {1510^{o}C}}\ Nd_{2}Si_{3}}}}

## Физические свойства
Трисилицид динеодима образует кристаллы
гексагональной сингонии,
пространственная группа P 6/mmm,
параметры ячейки a = 0,3940 нм, c = 0,4258 нм, Z = 0,5.